# Török János (közgazdász)

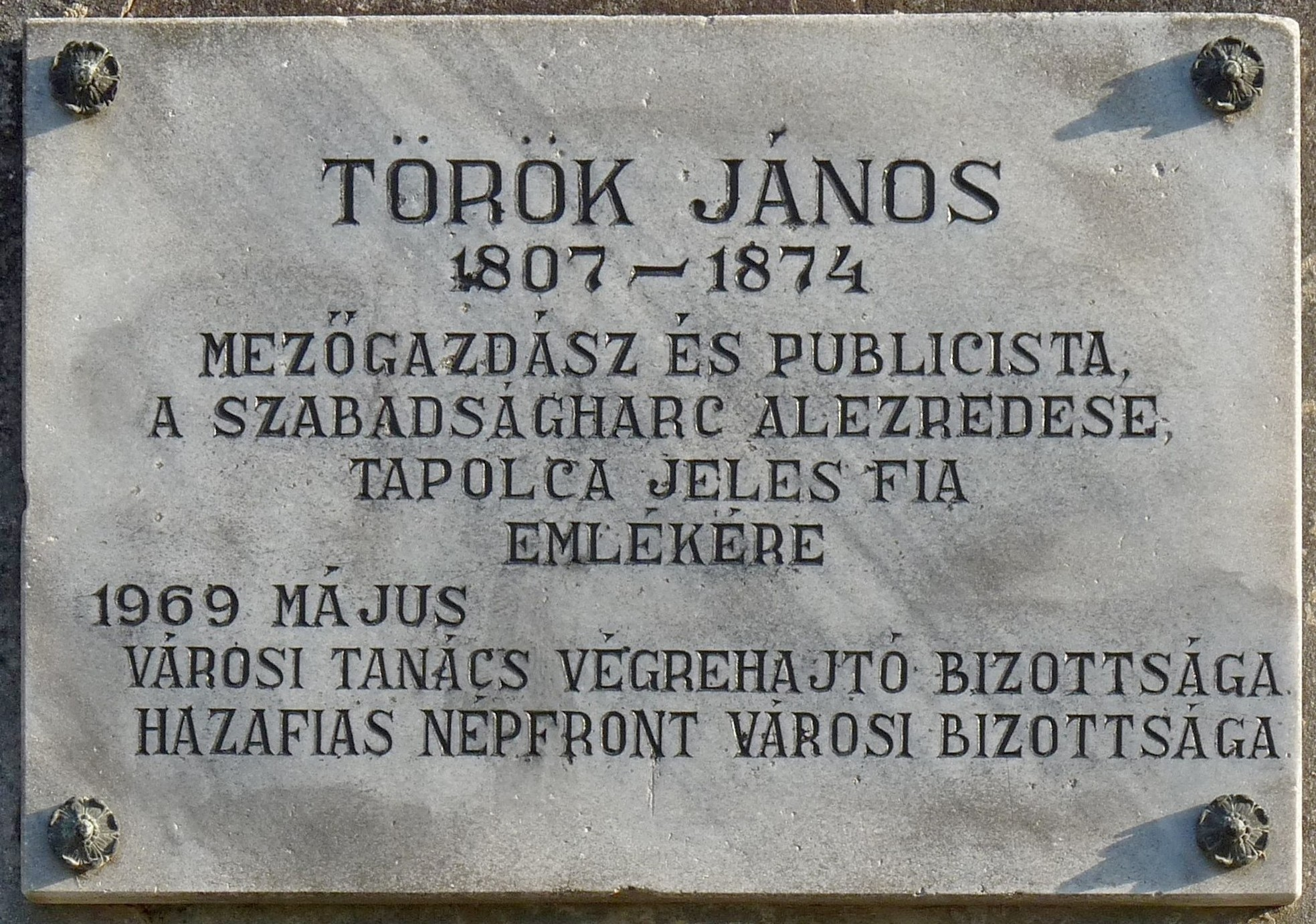
Emléktáblája Tapolcán

Török János (Tapolca, 1807. június 6. – Budapest, 1874. február 9.) nemzetgazdász, publicista, főlevéltárnok, a Magyar Tudományos Akadémia tagja.

## Pályája
Török Antal tanító és Morvai Viktória fia. Tanulmányait Keszthelyen, Budán, Pesten és Grazban a Johanneumban végezte, utóbbi intézetben főként természettudományi, matematikai és gazdasági szakon. Ezután 1830-tól Eszterházy Miklós herceg uradalmi igazgatóságánál Kismartonban működött. Ez időben (1832–1837) kezdődött kapcsolata a Magyar Gazdasági Egyesülettel. Később ez szorosabbá vált, miután őt Klauzál Imre mint jószágigazgatósági ülnököt maga mellé meghívta, és 1839-ben a rohonci gazdaképző intézetben elfoglalt állásához még egy tanszéket is kötött. Amíg a rohonci intézet működött, Klauzál Imre Török Jánost a gazdasági egyesület minden közgyűlésére magával vitte Pestre; később az egyesület titkára lett. Az MTA 1841-ben levelező tagjának választotta. Az 1840-es években a magyar gazdák szervezésével szerzett érdemeket.
Az egyesület támogatásával évenként részt vett a német mezőgazdák vándorgyűléseiben. 1844-ben az ország nádora részéről megbízást kapott Németországban a hűbéri és birtoklási viszonyokra vonatkozó adatok, valamint az iskolákra és közművelődési intézményekre vonatkozó törvények és rendszabályok összegyűjtésére. Az 1844. évi országgyűléshez az egyesület megbízásából gazdasági javaslatokat terjesztett be. Cegléd mellett, Szőkehalmán 1846-ban gazdasági intézetet létesített; de az országos vihar ezt is elpusztította.
Részt vett a szabadságharc küzdelmeiben, ezért később Pesten, majd az aradi várban volt fogságban. Miután kiszabadult, Szőkehalmán, majd Pesten telepedett le, az önkényuralom és a kiegyezés korában újságírással kereste kenyerét. Évtizedeken keresztül szoros összeköttetésben állt Széchenyi Istvánnal, meghatalmazása folytán adta ki munkáit.
1866-ban országos főlevéltárnokká nevezték ki. Könyvtárát kevéssel halála előtt a szatmári püspöki birtokába bocsátotta. A pápai szent Gergely-rend lovagja volt; a török Medsidi-rend vitéze; számos hazai és külföldi gazdasági jellegű egyesület tagja.
Konzervatív publicista, a katolikus törekvések védelmezője volt. A Magyar Gazda, Pesti Napló, Magyar Sajtó, Pesti Hirnök és más hírlapok hasábjain nagyon sok cikket írt, emelkedett stílusban buzdított egyrészt a hagyományok tiszteletére, másrészt a józan haladásra. Ő szerkesztette a Szent István Társulat nagy lexikonát: Egyetemes magyar encyclopaedia. Pest, 1859-től. (A szerkesztőbizottság elnöke Eötvös József; a kilencedik kötettől kezdve Fraknói Vilmos végezte a szerkesztést, az utolsó kötet 1876-ban jelent meg.)

## Munkái
- Műipar, Kacskovics Lajossal. Buda, 1841
- Magyarország legjelesebb gazdasági s iparvállalatainak ismertetése. 1. füzet: Alcsuth gazdasági tekintetben. Buda, 1841 (németül: uo. 1841)
- A magyar gazdaság alapos ismeretére vezető okszerű kalauz. I. kötet. Földművelés. Uo. 1842 (a II. kötet a 16 ívvel félbeszakad)
- A magyar gazdákat érdeklő legfontosb rétfüvek és takarmánynövények rövid ismertetése. 45 ábralappal. Pest, 1845
- A német mezőgazdák és erdőszök Boroszlón tartott kilenczedik gyűlésének rövid vázolata. Uo. 1845
- A magyar gazdasági egyesület pártfogása alá helyezett czeglédi majoros és telkes gazdákat képező intézetnek tervrajza. Uo. 1845
- Magyar életkérdések, összhangzásban a közbirodalmi érdekekkel. Írta gróf Széchenyi István egyik tanítványa s tisztelője. Uo. 1852 (névtelenül)
- Publicistikai és nemzetgazdasági némely dolgozatai. Uo. 1858
- Magyarország primásai. Közjogi és történeti vázlat. 15 primás arczképével és számos archaeologiai és heraldikai ábrával. Uo. 1859, két kötet
- Gróf Széchenyi István végrendeletének főpontjai. Kiadta ... Uo. 1860
- Hunnia. Írta gróf Széchenyi István. Kiadta ... Uo. 1860
- Töredékek gróf Széchenyi István kiadatlan irataiból. Közrebocsátja ... Uo. 1860 (II. kötet. Pesti por és sár, uo. 1866)
- Gróf Széchenyi István hagyományaiból. Kiadta ... Uo. 1864
- Török János emlékirata s azon nemzeti petitiók, melyek az Octoberi diplomát megelőzték. Függelékül a legújabb alkotmányi mozgalmak történetéhez tartozó nevezetesebb diplomatikai okmányok. Uo. 1864

## Emlékezete
- Érkövy Adolf: Emlékbeszéd Török János levelező tag felett
- 1954-es újjáalakítása óta az ő nevét viseli az eredetileg általa alapított ceglédi gazdasági iskola (1950-es évekbeli nevén Török János Mezőgazdasági Technikum, ma Török János Református Oktatási Központ − Gimnázium, Technikum és Szakképző Iskola).[5]